# Tłumacz (gmina)
Tłumacz – dawna gmina wiejska w powiecie tłumackim województwa stanisławowskiego II Rzeczypospolitej. Siedzibą gminy było miasto Tłumacz, które stanowiło odrębną gminę miejską.
Gminę utworzono 1 sierpnia 1934 r. w ramach reformy na podstawie ustawy scaleniowej z dotychczasowych gmin wiejskich: Hryniowce, Kłubowce, Kolińce, Nadorożna, Okniany i Słobódka pod Tłumaczem.
Po II wojnie światowej obszar gminy znalazł się w ZSRR.